# Pozo petrolífero

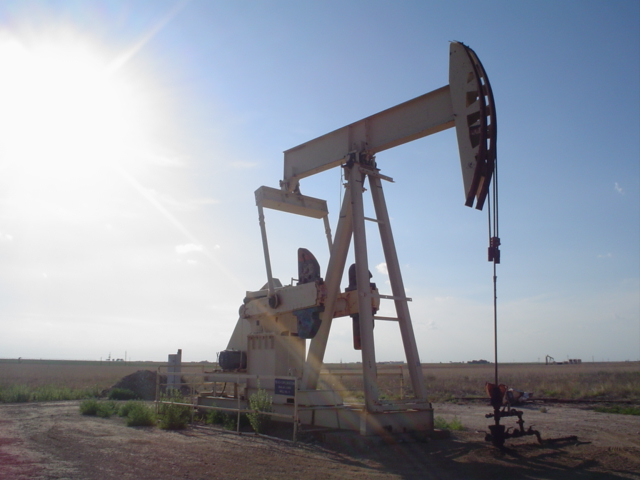
Una bomba extrae petróleo de un pozo, en Texas.

El término pozo petrolífero (también, pozo petrolero) alude a cualquier perforación del suelo diseñada con el objetivo de hallar y extraer fluido combustible, ya sea petróleo o hidrocarburos gaseosos.

## Historia
Los pozos petrolíferos más antiguos que se conocen fueron perforados en China en el año 347 d. C., tenían una profundidad de aproximadamente 250 m y funcionaban mediante brocas fijadas a cañas de bambú. El petróleo se quemaba para evaporar salmuera a fin de producir sal. Largos conductos de bambú conectaban los pozos con las salinas. Numerosos registros de la antigua China y Japón incluyen varias alusiones al uso del gas natural para iluminar y cocinar. El petróleo fue conocido como «agua de quemar» en Japón en el siglo VII.
La industria petrolífera de Oriente Medio se inició alrededor del siglo VIII, cuando las calles de la reconstruida Bagdad se pavimentaron con alquitrán, derivado de la hulla. En el siglo IX se explotaban ya campos petrolíferos en la zona lindante con la actual ciudad de Bakú, en Azerbaiyán, para producir nafta. Tales campos fueron descritos por el geógrafo islámico Abu al-Hasan 'Alī al-Mas'ūdī en el siglo X, y por Marco Polo en el siglo XIII, quien estimó que la producción de los pozos era equivalente a la carga de cientos de navíos.
El petróleo fue destilado por el alquimista persa Muhammad ibn Zakarīya Rāzi (Rhazes)
en el siglo IX, produciendo queroseno en alambiques, cuyo principal uso era como combustible de lámparas. Alquimistas persas y árabes también destilaron petróleo crudo para producir materiales inflamables con propósitos militares. Así, desde Al-Ándalus, la destilación llegó a estar disponible en el occidente de Europa hacia el siglo XII.
Los primeros pozos petroleros se perforaban mediante percusión, martillando una herramienta sujeta a un cable. Poco tiempo después las herramientas de cables fueron substituidas por la perforación rotatoria, que permitía perforar a mayor profundidad y en menor tiempo. En 1989, se alcanzó un récord en el pozo superprofundo de Kola al norte de Rusia, que alcanzó 12 262 m de profundidad, usando un motor de perforación no rotatoria en el fango.
Hasta 1970, la mayoría de los pozos petroleros se perforaban verticalmente (aunque la diferente litología y las imperfecciones mecánicas causaban que la mayoría de los pozos se desviaran, por lo menos levemente de la vertical). Sin embargo, las tecnologías modernas de perforación direccional permiten perforar pozos marcadamente oblicuos y hasta con tramos horizontales, los que pueden llegar a gran profundidad. Esta posibilidad es importante ya que los yacimientos en rocas que contienen hidrocarburos son normalmente horizontales o semihorizontales, por lo que un pozo taladrado horizontalmente logra una mayor superficie en producción que uno hecho verticalmente, lo que implica una mayor productividad. El uso de la perforación desviada u horizontal también ha permitido alcanzar depósitos a kilómetros o millas de distancia de la perforación y ha hecho posible la explotación de yacimientos de hidrocarburos situados debajo de sitios en los cuales es muy difícil colocar una plataforma de perforación o bajo áreas ambientalmente sensibles, urbanizadas o pobladas.

## Cronología de operación
La construcción y operación de un pozo petrolífero consta de cinco etapas:
- exploración
- perforación
- completamiento
- producción
- desafectación

### Perforación de pozo
El pozo usualmente construye perforando un agujero de 127 a 914,4 mm de diámetro debido al tamaño de la broca de perforación en el suelo mediante una torre de perforación, que hace girar una línea o sarta con una broca en su extremo. Luego de completada la perforación, se introduce una cañería de diámetro levemente inferior al de la perforación, lo que permite sellar con cemento el resto del pozo. Este caño camisa provee integridad estructural a la obra, y al mismo tiempo permite aislarla con relación a zonas de alta presión que pueden resultar potencialmente peligrosas.
Completado el encamisado, la perforación puede llevarse a mayores profundidades con una broca más pequeña, repitiendo luego el proceso con un encamisado de menor diámetro. Los pozos modernos suelen incluir de dos a cinco conjuntos de encamisados de diámetro descendente, para alcanzar grandes profundidades.
Para perforar el pozo:
- La broca de perforación, empujada por el peso de la sarta y las bridas sobre ella, presiona contra el suelo.
- Se bombea fluido de perforación («mud») dentro del caño de perforación, que retorna por el exterior del mismo, permitiendo la refrigeración y lubricación de la broca al mismo tiempo que ayuda a elevar la roca molida.
- El material que resulta de la perforación es empujado a la superficie por el fluido de perforación, que luego de ser filtrado de impurezas y escombros es rebombeado al pozo. Resulta muy importante vigilar posibles anormalidades en el fluido de retorno, para evitar golpes de ariete, producidos cuando la presión sobre la broca aumenta o disminuye bruscamente.
- La línea o sarta de perforación se alarga gradualmente incorporando cada 10 m un nuevo tramo de caño en la superficie. Las uniones entre segmentos presentan desde dos juntas para caños de menor diámetro, hasta cuatro en los mayores.

Todo el proceso se basa en una torre de perforación que contiene todo el equipamiento necesario para bombear el fluido de perforación, bajar y elevar la línea, controlar las presiones bajo tierra, extraer las rocas del fluido, y generar in situ la energía necesaria para la operación.